# Altenburg (Rethem)
Die Altenburg ist eine abgegangene hochmittelalterliche Burg nordwestlich von Stöcken in der Gemeinde Rethem im niedersächsischen Heidekreis am Schlipsegraben. Die Burg war der Vorläufer der Burg Rethem.

## Geschichte
Es sind keine Schriftquellen bekannt, die sicher dieser Burganlage zugewiesen werden können. Die Besitzverhältnisse im Bereich von Rethem lassen als ursprüngliche Eigentümer der Burg die Grafschaft Wölpe vermuten. Möglicherweise hat ein 1215 erwähnter Konrad von Rethem als deren Dienstmann auf dieser Burg gesessen. Die Altenburg dürfte während des 13. Jahrhunderts durch die verkehrsgünstiger gelegene Burg Rethem abgelöst worden sein. Eine Erwähnung des Burgplatzes findet sich in einer Grenzbeschreibung des Jahres 1575, in der von einem „alten Wall, wo vor Zeiten eine Burg gelegen hat“, die Rede ist. Im 17./18. Jahrhundert sind drei landwirtschaftliche Gebäude auf dem Burgplatz errichtet worden.

## Beschreibung
Die Altenburg bei Rethem liegt in einem Zwickel zwischen der Schlipse und einem einmündenden Bach. Sie war in der Mitte des 20. Jahrhunderts noch als schwache Geländeerhebung von ca. 35 × 50 m Größe mit einer umgebenden Grabensenke von 10–15 m Breite erkennbar. Auf Karten des 18. Jahrhunderts ist der Hügel rechteckig umrahmt. Eine Untersuchung soll im Jahr 1855 den künstlichen Charakter der Aufschüttung erwiesen haben. Nördlich erstreckte sich die Vorburg in Form einer Erhebung mit den Maßen 110 × 30 m. Ein Damm führte von der Burg zu den 1 km östlich gelegenen, heute wüsten Veltmerhöfen. Bei der Abtragung des Burghügels 1925 fand der Eigentümer zahlreiche Feldsteine, die wohl von den Fundamenten stammten.